# وزارة الشؤون الاجتماعية والعمل (سوريا)
وزارة الشؤون الاجتماعية والعمل هي الوزارة المسؤولة عن العمل والتشغيل، والصحة والسلامة المهنية، والتوظيف لدى القطاع العام، وتمكين الأسرة والحد من الفقر ودعم سبل المعيشة، وتطوير منظومة الحماية الاجتماعية ونظام الضمان الاجتماعي، وتوفير الحماية والرعاية الاجتماعية للفئات الاجتماعية الأكثر هشاشة أو عرضة للمخاطر.
الوزارة بشكلها الحالي هو نتاج دمج وزارة الشؤون الاجتماعية ووزارة العمل وفق القانون رقم 16 لعام 2016 وتديرها الدكتورة هند قبوات منذ 29 آذار 2025.

## لمحة تاريخية
لم يكن لوزارة الشؤون الاجتماعية في بداياتها حضور قوي؛ فبعد أن أُحدثت لأول مرة في كانون الثاني 1943 وذلك في حكومة جميل الألشي الثانية وترأسها منير العجلاني وخلفه فيها فيضي الأتاسي في حكومة عطا الأيوبي استمرت لأقل من ثمانية أشهر فقط، ثم عادت بعد خمس سنوات في حكومة جميل مردم بك الرابعة ولمدة 3 أشهر و9 أيام فقط وكانت برئاسة عادل أرسلان، الذي ترأسها إلى جانب وزارة الصحة.
بقيام الجمهورية العربية المتحدة عادت الوزارة ثانية في حكومة جمال عبد الناصر الرابعة وترأسها مصطفى حمدون في الإقليم الشمالي. في الحكومة اللاحقة صار اسمها وزارة الشؤون الاجتماعية والعمل وترأسها حسين الشافعي في الوزارة المركزية وعبد الغني قنوت في الإقليم الشمالي. في الحكومة الأخيرة للجمهورية العربية المتحدة وكانت مركزية في القاهرة فُصلت إلى وزارتين؛ وزارة الشؤون الاجتماعية وكان على رأسها ثابت العريس ووزارة العمل بقيادة كمال الدين محمود رفعت.
بعد الانفصال عام 1961 دُمجت الوزارتين في وزارة واحدة باسم وزارة الشؤون الاجتماعية والعمل واستمرت على ذلك حتى صدور المرسوم التشريعي رقم /15/ لعام 2013 القاضي بإحداث وزارتين، الأولى باسم وزارة الشؤون الاجتماعية والثانية باسم وزارة العمل.

في عام 2016 صدر القانون رقم /16/ القاضي بإحداث وزارة باسم وزارة الشؤون الاجتماعية والعمل. ونصت المادة الثانية من القانون على أن تحل عبارة “وزارة الشؤون الاجتماعية والعمل” محل عبارتي “وزارة الشؤون الاجتماعية” و”وزارة العمل”. كما تحل عبارة “وزير الشؤون الاجتماعية والعمل” محل عبارتي “وزير الشؤون الاجتماعية” و”وزير العمل” وذلك أينما وردت في النصوص التشريعية والتنظيمية النافذة.

## مهام الوزارة
- دور الرعاية والحماية الاجتماعية المتمثل بالمساهمة في تأسيس منظومة الحماية الاجتماعية بأعمدتها الثلاثة الضمان المتخصص بخدمات التأمينات المعيشية والصحية والأمان الاجتماعي المتخصص في رعاية الأفراد والأسر الفقيرة وجرحى الوطن وأسر الشهداء والفئات الهشة من (الأيتام، والأحداث، وذوي الإعاقة، وكبار السن، والنساء والأطفال المعنفين، وفاقدي الرعاية الأسرية....) والمساهمة في برامج الدعم الاجتماعي الموجه للفئات الفقيرة بذهنية إنتاجية لربطه بتحقيق شروط تنموية تسمح بانخراط هذه الفئات بالتنمية. إضافة إلى تقديم الخدمات الاجتماعية النوعية للفئات الهشة والمهمشة من خلال مراكز ومعاهد الرعاية الاجتماعية التابعة للوزارة والمنتشرة في جميع المحافظات السورية.
- الدور التنموي ورسم سياسات وإدارة سوق العملالمتمثل في المساهمة في توظيف كامل المقدرات الوطنية من خلال استراتيجيات وبرامج تعزز إنتاجية الأفراد وتوجهات سوق العمل النشطة والتمويل متناهي الصغر والتشغيل وفرص العمل لضمان إنتاجية الأفراد بالحد الأعظمي الممكن ومواءمة مهاراتهم مع احتياجات سوق العمل وربط مخرجات التعليم مع احتياجات سوق العمل والقطاعات الإنتاجية بمختلف أشكالها الاقتصادية والاجتماعية والبيئية، لينتح عنها تمكين واندماج كامل لشرائح المجتمع في عملية التنمية مع التركيز على الفئات الهشة الفقيرة، لا سيما في الريف من خلال برامج التنمية الريفية وخدمات التمكين وبناء قدرات الأفراد التي تقدمها مراكز التنمية الريفية ووحدات الصناعات الريفية التي تديرها الوزارة في جميع المحافظات السورية.

الدور الإشرافي والتنظيمي للعمل الأهلي والتطوعي والمسؤولية الاجتماعية للقطاع الخاص لتكون صلة الوصل في الوصول إلى الأسر والأفراد لتحقيق مشاركة فاعلة وحقيقية لكافة أفراد المجتمع وتفعيل طاقاتهم واستثمارها في شتى مناحي الحياة واندماجهم في عملية التنمية والحصول على الحماية الاجتماعية والتمكّن من الوصول إلى مجتمع أهلي فاعل يساهم في سد الفجوة في الاحتياجات الاجتماعية ويرتبط عمله بالأهداف والأولويات الوطنية كنتيجة حتمية لوضوح هذه الأهداف والأولويات لدى جهة الإشراف وهي وزارة الشؤون الاجتماعية والعمل إضافة إلى تعزيز الثقة بالقطاع الخاص من خلال تطبيق ومراجعة قوانين العمل لتوسيع مساهمته في إيحاد فرص العمل.

## هيكلية الوزارة

### مديريات الوزارة[5]
- مديرية الجمعيات والمؤسسات الاهلية
- مديرية الحماية الاجتماعية
- مديرية التنمية الريفية
- مديرية تفتيش العمل والصحة والسلامة
- مديرية علاقات العمل
- مديرية القوى العاملة
- مديرية مرصد سوق العمل
- مديرية التقانة ونظم المعلومات
- مديرية الشؤون الفنية والهندسية
- مديرية الشؤون القانونية
- مديرية الشؤون الإدارية
- مديرية التخطيط والتعاون الدولي
- مديرية التنمية الإدارية
- مديرية الرقابة الداخلية
- مديرية الجاهزية

### المديريات المركزية[6]
- مديرية الجمعيات والمؤسسات الأهلية
- مديرية الحماية الاجتماعية
- مديرية القوى العاملة
- مديرية علاقات العمل
- مديرية تفتيش العمل والصحة والسلامة المهنية
- مديرية التنمية الريفية
- مرصد سوق العمل
- مديرية التخطيط والتعاون الدولي
- محاسبة الإدارة
- مديرية تقانة ونظم المعلومات
- مديرية الرقابة الداخلية
- مديرية الجاهزية
- مديرية الدراسات القانونية
- مديرية الشؤون الإدارية
- مديرية الشؤون الفنية والهندسية

### مديريات المحافظات[7]
مديرية في كل محافظة

### الجهات المرتبطة بالوزارة[8]
- المؤسسة العامة للتأمينات الاجتماعية
- الصندوق الوطني للمعونة الاجتماعية
- الهيئة السورية لشؤون الأسرة والسكان
- الهيئة العامة للاجئين الفلسطينيين العرب

### معاهد الرعاية الاجتماعية[9]
- دمشق
  - معهد التأهيل المهني للمعوقين
  - معهد الأمل للمعوقين حركياً
  - معهد التربية الخاصة للإعاقة الذهنية بدمشق
  - معهد النور
  - معهد التربية الخاصة للمصابين بالشلل الدماغي للكبار
  - معهد التربية الخاصة للإعاقة الذهنية بقدسيا
  - معهد التربية الخاصة للمعوقين سمعياً
  - معهد التربية الخاصة لتأهيل المكفوفين
  - معهد خالد بن الوليد لرعاية الأحداث الجانحين بدمشق
- ريف دمشق
  - معهد التربية الخاصة للإعاقة الذهنية بالتل
- حلب
  - معهد الأمل للمعوقين
  - معهد التربية الخاصة للإعاقة الذهنية
  - معهد التربية الخاصة للمعوقين سمعياً
  - معهد المكفوفين
  - معهد التأهيل المهني للمعوقين
- حمص
  - معهد التربية الخاصة للإعاقة السمعية
  - معهد التربية الخاصة للشلل الدماغي
  - معهد التربية الإعاقة الذهنية
- طرطوس
  - معهد التربية الخاصة للصم
- اللاذقية
  - معهد التربية الخاصة للإعاقة الذهنية
  - معهد التربية الخاصة للإعاقة السمعية
- الحسكة
  - معهد التربية الخاصة للإعاقة السمعية
- درعا
  - معهد التربية الخاصة للصم
- السويداء
  - معهد التربية الخاصة للإعاقة السمعية
  - معهد التربية الخاصة للإعاقة الذهنية
  - معهد التربية الخاصة للإعاقة الذهنية/شهبا
  - معهد التربية الخاصة للإعاقة الذهنية بالقريا
- القنيطرة
  - معهد الرعاية الاجتماعية للمعوقين (مركز الجولان)

### المجلس المركزي لشؤون المعوقين[12]
في كل محافظة مجلس فرعي

## قائمة الوزراء
| الصورة                        | الاسم (مواليد–وفاة)                                | فترة شغل المنصب        | فترة شغل المنصب        | فترة شغل المنصب        | الحكومة | ملاحظات                                                                                      |
| الصورة                        | الاسم (مواليد–وفاة)                                | تولى المنصب            | غادر المنصب            | المدة                  | الحكومة | ملاحظات                                                                                      |
| وزير الشؤون الاجتماعية        | وزير الشؤون الاجتماعية                             | وزير الشؤون الاجتماعية | وزير الشؤون الاجتماعية | وزير الشؤون الاجتماعية | وزير الشؤون الاجتماعية | وزير الشؤون الاجتماعية                                                                       |
| ----------------------------- | -------------------------------------------------- | ---------------------- | ---------------------- | ---------------------- | --- | -------------------------------------------------------------------------------------------- |
|                               | منير العجلاني (0000–0000)                          | 8 كانون الثاني 1943    | 25 آذار 1943           | 76 أيام                | حكومة جميل الألشي الثانية                                                                                                  |                                                                                              |
|                               | فيضي الأتاسي (0000–0000)                           | 25 آذار 1943           | 19 آب 1943             | 147 أيام               | حكومة عطا الأيوبي |                                                                                              |
|                               | عادل أرسلان (0000–0000)                            | 23 آب 1948             | 1 كانون الأول 1948     | 100 أيام               | حكومة جميل مردم بك الرابعة                                                                                                 |                                                                                              |
| وزير الشؤون الاجتماعية والعمل |                                                    |                        |                        |                        | |                                                                                              |
|                               | حسين الشافعي (0000–0000) (الإقليم الجنوبي)         | 6 آذار 1958            | 7 تشرين الأول 1958     | 215 أيام               | حكومة جمال عبد الناصر الرابعة                                                                                              |                                                                                              |
|                               | مصطفى حمدون (0000–0000) (الإقليم الشمالي)          | 6 آذار 1958            | 7 تشرين الأول 1958     | 215 أيام               | حكومة جمال عبد الناصر الرابعة                                                                                              |                                                                                              |
|                               | حسين الشافعي (0000–0000) (الحكومة المركزية)        | 7 تشرين الأول 1958     | 16 آب 1961             | 2 سنوات و313 أيام      | حكومة جمال عبد الناصر الخامسة                                                                                              |                                                                                              |
|                               | عبد الغني قنوت (0000–0000) (الإقليم الشمالي)       | 7 تشرين الأول 1958     | 30 كانون الأول 1959    | 1 سنة و84 أيام         | حكومة جمال عبد الناصر الخامسة                                                                                              |                                                                                              |
|                               | عبد الحميد السراج (0000–0000) (الإقليم الشمالي)    | 30 كانون الأول 1959    | 17 آذار 1960           | 78 أيام                | حكومة جمال عبد الناصر الخامسة                                                                                              |                                                                                              |
|                               | أكرم ديري (0000–0000) (الإقليم الشمالي)            | 17 آذار 1960           | 16 آب 1961             | 1 سنة و152 أيام        | حكومة جمال عبد الناصر الخامسة                                                                                              |                                                                                              |
|                               | محمد توفيق عبد الفتاح (0000–0000) (الإقليم الجنوي) | 7 تشرين الأول 1958     | 16 آب 1961             | 2 سنوات و313 أيام      | حكومة جمال عبد الناصر الخامسة                                                                                              |                                                                                              |
| وزير الشؤون الاجتماعية        | وزير الشؤون الاجتماعية                             | وزير الشؤون الاجتماعية | وزير الشؤون الاجتماعية | وزير الشؤون الاجتماعية | حكومة جمال عبد الناصر السادسة                                                                                              | استمرت الحكومة حتى 18 تشرين الأول 1961 ولكن الانفصال بين سوريا ومصر وقع في يوم 28 أيلول 1961 |
|                               | ثابت العريس (0000–0000)                            | 16 آب 1961             | 10 تشرين الأول 1961    | 55 أيام                | حكومة جمال عبد الناصر السادسة                                                                                              | استمرت الحكومة حتى 18 تشرين الأول 1961 ولكن الانفصال بين سوريا ومصر وقع في يوم 28 أيلول 1961 |
|                               | كمال الدين رفعت (0000–0000)                        | 10 تشرين الأول 1961    | 18 تشرين الأول 1961    | 8 أيام                 | حكومة جمال عبد الناصر السادسة                                                                                              | استمرت الحكومة حتى 18 تشرين الأول 1961 ولكن الانفصال بين سوريا ومصر وقع في يوم 28 أيلول 1961 |
| وزير العمل                    |                                                    |                        |                        |                        | حكومة جمال عبد الناصر السادسة                                                                                              | استمرت الحكومة حتى 18 تشرين الأول 1961 ولكن الانفصال بين سوريا ومصر وقع في يوم 28 أيلول 1961 |
|                               | كمال الدين رفعت (0000–0000)                        | 16 آب 1961             | 18 تشرين الأول 1961    | 63 أيام                | حكومة جمال عبد الناصر السادسة                                                                                              | استمرت الحكومة حتى 18 تشرين الأول 1961 ولكن الانفصال بين سوريا ومصر وقع في يوم 28 أيلول 1961 |
| وزير الشؤون الاجتماعية والعمل |                                                    |                        |                        |                        | |                                                                                              |
|                               | فؤاد العادل (1922–؟)                               | 29 أيلـول 1961         | 20 تشرين الثاني 1961   | 52 أيام                | حكومة مأمون الكزبري |                                                                                              |
|                               | فتح الله آسيون (0000–0000)                         | 20 تشرين الثاني 1961   | 22 كانون الأول 1961    | 32 أيام                | حكومة عزت النص |                                                                                              |
|                               | محمد عابدين (0000–0000)                            | 22 كانون الأول 1961    | 27 آذار 1962           | 156 أيام               | حكومة معروف الدواليبي الثانية                                                                                              |                                                                                              |
|                               | أحمد عبد الكريم (0000–0000)                        | 16 نيسان 1962          | 20 حزيران 1962         | 65 أيام                | حكومة بشير العظمة |                                                                                              |
|                               | رفعت زريق (0000–0000)                              | 20 حزيران 1962         | 17 أيلـول 1962         | 89 أيام                | حكومة بشير العظمة |                                                                                              |
|                               | منصور الأطرش (1925–2006)                           | 17 أيلـول 1962         | 16 شباط 1963           | 152 أيام               | حكومة خالد العظم الخامسة                                                                                                   |                                                                                              |
|                               | جورج الخوري (0000–0000)                            | 16 شباط 1963           | 8 آذار 1963            | 20 أيام                | حكومة خالد العظم الخامسة                                                                                                   |                                                                                              |
|                               | منصور الأطرش (1925–2006)                           | 9 آذار 1963            | 14 أيـار 1964          | 1 سنة و66 أيام         | حكومة صلاح الدين البيطار الأولى حكومة صلاح الدين البيطار الثانية حكومة صلاح الدين البيطار الثالثة حكومة أمين الحافظ الأولى |                                                                                              |
|                               | سليمان العلي (0000–0000)                           | 14 أيـار 1964          | 3 تشرين الأول 1964     | 142 أيام               | حكومة صلاح الدين البيطار الرابعة                                                                                           |                                                                                              |
|                               | علي تلجبيني (0000–0000)                            | 3 تشرين الأول 1964     | 27 كانون الأول 1965    | 1 سنة و85 أيام         | حكومة أمين الحافظ الثانيةحكومة يوسف زعين الأولى                                                                            |                                                                                              |
|                               | جميل ثابت (0000–0000)                              | 1 كانون الثاني 1966    | 23 شباط 1966           | 53 أيام                | حكومة صلاح الدين البيطار الخامسة                                                                                           |                                                                                              |
|                               | محمد رباح الطويل (0000–0000)                       | 1 آذار 1966            | 28 تشرين الأول 1968    | 2 سنوات و241 أيام      | حكومة يوسف زعين الثانية |                                                                                              |
|                               | عبد الله الفالح (0000–0000)                        | 29 تشرين الأول 1968    | 21 تشرين الثاني 1970   | 2 سنوات و23 أيام       | حكومة نور الدين الأتاسي |                                                                                              |
|                               | متعب شنان (0000–0000)                              | 21 تشرين الثاني 1970   | 3 نيسان 1971           | 133 أيام               | حكومة حافظ الأسد |                                                                                              |
|                               | مروان صباغ (0000–0000)                             | 3 نيسان 1971           | 23 كانون أول 1972      | 1 سنة و264 أيام        | حكومة عبد الرحمن خليفاوي الأولى                                                                                            |                                                                                              |
|                               | حسين أحمد كويدر (0000–0000)                        | 23 كانون الأول 1972    | 7 آب 1976              | 3 سنوات و228 أيام      | حكومة محمود الأيوبي |                                                                                              |
|                               | أنور حمادة (0000–0000)                             | 7 آب 1976              | 30 آذار 1978           | 1 سنة و235 أيام        | حكومة عبد الرحمن خليفاوي الثانية                                                                                           |                                                                                              |
|                               | يوسف جعيداني (0000–0000)                           | 30 آذار 1978           | 7 نيسان 1985           | 7 سنوات و8 أيام        | حكومة محمد علي الحلبي حكومة عبد الرؤوف الكسم الأولى حكومة عبد الرؤوف الكسم الثانية                                         |                                                                                              |
|                               | أنطوان جبران (0000–0000) (بالوكالة)                | 8 نيسان 1985           | 1 تشرين الثاني 1987    | 2 سنوات و207 أيام      | حكومة عبد الرؤوف الكسم الثالثة                                                                                             |                                                                                              |
|                               | حيدر بوظو (0000–0000)                              | 1 تشرين الثاني 1987    | 29 حزيران 1992         | 4 سنوات و241 أيام      | حكومة محمود الزعبي الأولى                                                                                                  |                                                                                              |
|                               | علي خليل (0000–0000)                               | 29 حزيران 1992         | 13 آذار 2000           | 7 سنوات و258 أيام      | حكومة محمود الزعبي الثانية                                                                                                 |                                                                                              |
|                               | بارعة القدسي (0000–0000)                           | 13 آذار 2000           | 13 كانون الأول 2001    | 1 سنة و275 أيام        | حكومة مصطفى ميرو الأولى |                                                                                              |
|                               | غادة الجابي (0000–0000)                            | 13 كانون الأول 2001    | 18 أيلول 2003          | 1 سنة و279 أيام        | حكومة مصطفى ميرو الثانية                                                                                                   |                                                                                              |
|                               | سهام دللو (0000–0000)                              | 18 أيلول 2003          | 4 تشرين الأول 2004     | 1 سنة و16 أيام         | حكومة محمد ناجي العطري |                                                                                              |
|                               | ديالا الحج عارف (0000–0000)                        | 4 تشرين الأول 2004     | 14 نيسان 2011          | 6 سنوات و192 أيام      | حكومة محمد ناجي العطري |                                                                                              |
|                               | رضوان الحبيب (0000–0000)                           | 14 نيسان 2011          | 23 حزيران 2012         | 1 سنة و70 أيام         | حكومة عادل سفر |                                                                                              |
|                               | جاسم محمد زكريا (0000–0000)                        | 23 حزيران 2012         | 27 آب 2014             | 2 سنوات و65 أيام       | حكومة رياض حجاب حكومة وائل الحلقي الأولى                                                                                   |                                                                                              |
| وزير العمل                    | وزير العمل                                         | وزير العمل             | وزير العمل             | وزير العمل             | حكومة وائل الحلقي الثانية                                                                                                  |                                                                                              |
|                               | خلف سليمان العبد الله (0000–0000)                  | 27 آب 2014             | 3 تموز 2016            | 1 سنة و311 أيام        | حكومة وائل الحلقي الثانية                                                                                                  |                                                                                              |
| وزير الشؤون الاجتماعية        |                                                    |                        |                        |                        | حكومة وائل الحلقي الثانية                                                                                                  |                                                                                              |
|                               | كندا الشماط (1973–)                                | 27 آب 2014             | 20 آب 2015             | 358 أيام               | حكومة وائل الحلقي الثانية                                                                                                  |                                                                                              |
|                               | ريما القادري (1963–)                               | 20 آب 2015             | 3 تموز 2016            | 318 أيام               | حكومة وائل الحلقي الثانية                                                                                                  |                                                                                              |
| وزير الشؤون الاجتماعية والعمل |                                                    |                        |                        |                        | |                                                                                              |
|                               | ريما القادري (1963–)                               | 3 تموز 2016            | 30 آب 2020             | 4 سنوات و31 أيام       | حكومة عماد خميس | [ 13 ]                                                                                       |
|                               | سلوى عبد الله (1953–)                              | 30 آب 2020             | 9 آب 2021              | 344 أيام               | حكومة حسين عرنوس الأولى | [ 14 ]                                                                                       |
|                               | محمد سيف الدين (1965–)                             | 10 آب 2021             | 29 آذار 2023           | 1 سنة و231 أيام        | حكومة حسين عرنوس الثانية                                                                                                   | [ 15 ]                                                                                       |
|                               | لؤي المنجد (1971–)                                 | 29 آذار 2023           | 23 أيلول 2024          | 1 سنة و178 أيام        | حكومة حسين عرنوس الثانية                                                                                                   | [ 16 ]                                                                                       |
|                               | سمر السباعي (1965–)                                | 23 أيلول 2024          | 10 كانون الأول 2024    | 78 أيام                | حكومة محمد غازي الجلالي | [ 17 ]                                                                                       |
|                               | فادي القاسم (1983–)                                | 10 كانون الأول 2024    | 29 آذار 2025           | 109 أيام               | حكومة محمد البشير | [ 18 ] [ 19 ] [ 20 ]                                                                         |
|                               | هند قبوات (1974–)                                  | 29 آذار 2025           | في المنصب              | 219 أيام               | حكومة أحمد الشرع | [ 21 ]                                                                                       |

## روابط خارجية
- الموقع الرسمي للوزارة
- مجلس الوزراء السوري
- وزارات الدولة على بوابة الحكومة الإلكترونية السورية
- الوزارات والهيئات الحكومية على موقع مجلس الشعب السوري
- المرسوم التشريعي 50 لعام 2013 حول مهام وزارة الشؤون الاجتماعية